# Gouvernement Senghor VI
Le 9 mars 1968, le président de la République Léopold Sédar Senghor nomme un nouveau gouvernement.
Les membres sont :
- Abdoulaye Fofana, ministre délégué auprès du président de la République, chargé de l’Information et du Tourisme
- Ibrahima Tall, ministre du Commerce, de l’Artisanat et du Tourisme
- Amadou-Mahtar M'Bow, ministre de l’Éducation nationale
- Habib Thiam, ministre du Développement rural
- Jean Colin, ministre des Finances
- Alioune Badara Mbengue, ministre des Affaires étrangères
- Magatte Lô, ministre de la Fonction publique et du Travail
- Amadou Karim Gaye, ministre des Forces armées
- Abdourahmane Diop, ministre de la Justice et garde des Sceaux
- Émile Badiane, ministre de l’Enseignement technique et de la Formation des cadres
- Abdoulaye Ly, ministre de la Santé publique et des Affaires sociales
- Amadou Cissé Dia, ministre de l’Intérieur
- Ibra Mamadou Wane, ministre de l’Énergie et de l’Hydraulique
- Amadou Racine Ndiaye, ministre de la Jeunesse et des Sports
- Mady Cissoko, ministre des Travaux Publics, de l’Urbanisme et des Transports
- Assane Seck, ministre de l’Éducation populaire et de la Culture
- Abdou Diouf, ministre du Plan et de l’Industrie
- Daniel Cabou, ministre secrétaire général de la présidence de la République
- Thierno Diop, secrétaire d’État à la présidence de la République

Il reste en poste trois mois, jusqu'à la nomination du gouvernement sénégalais du 6 juin 1968

## Source
- Gouvernements du Sénégal de 1957 à 2007 (Site Équité et égalité de genre au Sénégal, Laboratoire GENRE, université Cheikh-Anta-Diop, Dakar)